# Metropolia di Krini
La metropolia di Krini (in greco Μητρόπολις Κρήνης?, Mitrópolis Krinis) è una sede soppressa del patriarcato di Costantinopoli.

## Storia
La metropolia è erede dell'antica diocesi di Eritre, sede di epoca bizantina (nei pressi di Ildırı), attestata dal V al XIII secolo come suffraganea dell'arcidiocesi di Efeso. Questa diocesi scomparve dopo l'occupazione ottomana della regione.
Tra le varie località che appartenevano all'antica diocesi c'era anche il villaggio di Krini (oggi Çeşme), che col tempo crebbe d'importanza. Il patriarcato di Costantinopoli vi eresse nel novembre del 1806 una nuova diocesi, con il titolo di "Krini e Anea", unendovi l'antica sede di Anea. La diocesi, suffraganea di Efeso, fu divisa in due il 9 maggio 1883. La diocesi di Krini fu elevata al rango di metropolia nel marzo del 1903.
Secondo alcune fonti, nel 1907, la metropolia comprendeva oltre 60.000 fedeli, di cui 12.000 nella sola sede metropolitana di Çeşme.
A seguito del trattato di Losanna, per porre fine alla guerra greco-turca, nel 1923 fu attuato uno scambio di popolazioni tra Grecia e Turchia che portò alla totale estinzione della presenza cristiana ortodossa nel territorio della metropolia.
Molti profughi si stabilirono nella Macedonia greca e fondarono diversi villaggi, tra cui quello di Nea Krini e Kalamaria, dove, nel 1974, a ricordo dell'antica metropolia dell'Asia minore, fu istituita la metropolia di Nea Krini e Kalamaria.
Il titolo di metropolita di Krini è ancora assegnato, ma è un semplice titolo vescovile non residenziale.

## Cronotassi
La seguente cronotassi segue da vicino quella pubblicata da Kiminas, The ecumenical patriarchate, p. 88.

### Vescovi di Krini e Anea
- Giacomo † (novembre 1806 - 1812 deceduto ?)
- Ignazio † (1812 - 1824 deceduto)
- Macario † (1824 - maggio 1835 eletto metropolita di Ganos)
- Antimo Lykaris † (maggio 1835 - settembre 1841 eletto vescovo di Eliopoli e Tiatira)
- Serafino † (settembre 1841 - 1848 deceduto)
- Ambrogio Madytinos † (agosto 1848 - 9 maggio 1883 sospeso)

### Vescovi e metropoliti di Krini
- Teocleto Eleftheriou † (9 maggio 1883 - 10 marzo 1918 deceduto)
- Callinico Lamprinidis † (9 ottobre 1918 - 22 maggio 1923 eletto metropolita di Miriofito e Peristasi)
- Callinico Lamprinidis † (15 aprile 1924 - 14 ottobre 1924 eletto metropolita di Elassona) (per la seconda volta)

### Metropoliti titolari
- Giacomo Gkarmatis † (24 novembre 1997 - 20 dicembre 2002 eletto metropolita di Chicago)
- Cirillo Katerelos, dal 16 febbraio 2021[5]